# Polyamia umniata
Polyamia umniata är en insektsart som beskrevs av Sinada och Blocker 1994. Polyamia umniata ingår i släktet Polyamia och familjen dvärgstritar. Inga underarter finns listade i Catalogue of Life.